# Donneur (jeu de cartes)
Pour les articles homonymes, voir Donneur.
Au bridge et dans la plupart des jeux de cartes, le donneur est le joueur responsable de la distribution des cartes. Ceci lui confère des droits et des obligations particuliers. Il a notamment le droit d'exiger que les cartes soient à nouveau mélangées et coupées. À noter qu'au tarot, la donne se fait dans le sens inverse des aiguilles d'une montre.